# Teoría crítica de la raza
Teoría crítica de la raza (en inglés critical race theory o CRT) es una concepción teórica que estudia la estructura social y la cultura en su relación con las categorías de raza, derecho y poder. Su marco teórico tiene sus raíces en la teoría crítica, que sostiene que los problemas sociales son causados e influenciados por las estructuras sociales y supuestos culturales, por encima de factores individuales y psicológicos.  Nace de un encuentro entre el campo de la reflexión académica y la acción por los derechos humanos. La teoría crítica de la raza sostiene que el racismo es un fenómeno estructural y desafía los enfoques liberales de la justicia racial.

## Definiciones
La teoría crítica de la raza desplaza la atención prestada a los prejuicios y actitudes intencionalmente racistas hacia los procesos sociales considerados creadores de racismo, arraigados en las relaciones y prácticas sociales, que van más allá de los deseos individuales. Entiende la raza como un constructo sociolegal y sociopolítico, por lo que esta teoría puede considerarse una corriente constructivista, que sostiene que para lograr la justicia social, es necesario tener en cuenta las diferencias raciales.
Asimismo, los académicos que trabajan en esta corriente están de acuerdo con que el supremacismo blanco y el poder racial se han mantenido a lo largo del tiempo, en parte, gracias a las leyes establecidas; y que la historia ha mostrado que es posible cambiar la relación entre la ley y el poder racial y, de manera más general, perseguir un proyecto de emancipación.

## Historia
La teoría crítica de la raza se originó a mediados de la década de 1970 en los escritos de varios académicos legales estadounidenses, incluidos Derrick Bell, Alan Freeman, Kimberlé Crenshaw, Richard Delgado, Cheryl Harris, Charles R. Lawrence III, Camara Phyllis Jones, Tara J. Yosso, Mari Matsuda, y Patricia J. Williams. Se ha identificado como parte de la nueva izquierda, y ha sido influida por las teorías de los estudios jurídicos críticos, la teoría crítica y por pensadores como Antonio Gramsci, Sojourner Truth, Frederick Douglass y W. E. B. DuBois, así como por los movimientos chicano, negro y feministas radicales de las décadas de 1960 y 1970.
Se consolidó en las facultades de derecho de los Estados Unidos a mediados de la década de 1980. Profesores de derecho como Derrick Bell, Alan Freeman y Richard Delgado observaron que, a pesar de que la legislación garantiza la igualdad formal, algunas considerables desigualdades de hecho siguen caracterizando las relaciones raciales dentro de la sociedad estadounidense. Desde una perspectiva combinada de investigación académica y la acción de derechos humanos, estos académicos comenzaron a cuestionar la validez de los principios liberales meritocráticos, los cuales,, según estos investigadores, refuerzan las relaciones de poder establecidas en y a favor de la población blanca, sin que necesariamente se basen en ideas explícitamente racistas o comportamientos intencionales. Esta corriente de pensamiento pone en foco las dimensiones del racismo visto como estructural e inscrito en el funcionamiento social, dentro de las instituciones (legales, educativas, administrativas, policiales, carcelarias, empresariales) y en las llamadas “microagresiones” durante interacciones sociales diarias. Posteriormente, el enfoque influyó en otras disciplinas, que a su vez inspiraron el desarrollo de teorías críticas.
En 2002, más de veinte facultades de derecho estadounidenses, y al menos tres facultades de derecho en otros países, ofrecían cursos o clases de teoría crítica de la raza que cubrían el tema como un asunto central. Además del derecho, la teoría crítica de la raza se enseña e innova en los campos de la educación, las ciencias políticas, los estudios de la mujer, los estudios étnicos, la comunicación, la sociología y los estudios estadounidenses. Más recientemente, la teoría crítica de la raza se ha impartido en el Reino Unido, Canadá y Australia.

## Posicionamientos y métodos

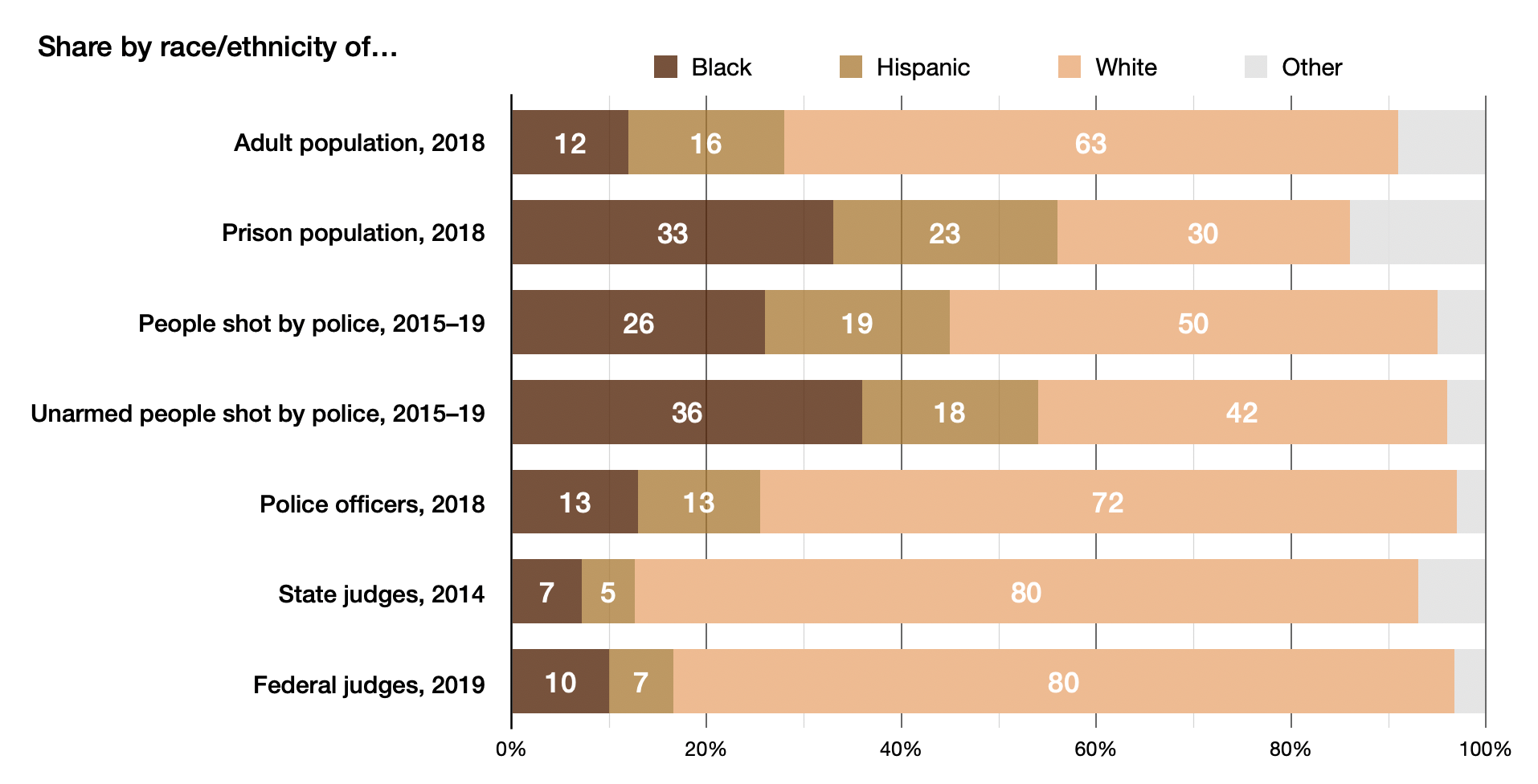
Las disparidades raciales en el sistema de justicia penal de EE. UU. son un objeto de estudio de la teoría crítica de la raza.

Algunos posicionamientos y métodos comunes de la teoría crítica de la raza, de acuerdo con Richard Delgado y Jean Stefancic, incluyen:
- Críticas al liberalismo: los estudiosos de la teoría crítica de la raza cuestionan la prevalencia de conceptos liberales como el racionalismo de la Ilustración, la igualdad jurídica y la neutralidad constitucional, y desafían el enfoque incrementalista del discurso tradicional de los derechos civiles.[16] Favorecen un enfoque «consciente de la raza» del cambio social, criticando ideas como la acción afirmativa, la «ceguera del color» (color blindness), los modelos de conducta o la meritocracia,[17] favoreciendo la organización política comunitaria, en contraste con el énfasis del liberalismo en el cambio social a través de la ley y el gobierno.
- Contar historias y «nombrar la propia realidad»: promueve el uso de la narrativa (contar historias) como herramienta para iluminar y explorar experiencias vividas de opresión racial. Algunos investigadores han enfatizado la importancia epistémica de la narración y la tradición oral en las comunidades indígenas como un tipo de teoría.[18]
- Interpretaciones revisionistas de la ley de derechos civiles estadounidense y el progreso en las relaciones raciales: revaluaciones a estudios de derechos civiles y la ley contra la discriminación, por ejemplo, el Caso Brown contra el Consejo de Educación. Derrick Bell, uno de los fundadores de la teoría, argumenta que los avances en los derechos civiles para los negros coincidieron con el interés propio de grupos de poder blancos. Asimismo, Mary L. Dudziak a partir de una investigación de archivos en el Departamento de Estado y el Departamento de Justicia de los Estados Unidos concluyó que el apoyo del gobierno de EE. UU. a la legislación de derechos civiles «estaba motivado en parte por la preocupación de que la discriminación racial dañara las relaciones exteriores de Estados Unidos».[19] Estas interpretaciones proponen que la narración histórica dominante de los derechos civiles ha enfatizado la cooperación y altruísmo de las élites políticas por encima de la lucha social.[15][19][20]
- Interseccionalidad: El examen de raza, sexo, clase, origen nacional y orientación sexual, y cómo su intersección se desarrolla en varios entornos, por ejemplo, cómo las necesidades de una mujer latina son diferentes a las de un hombre negro y cuáles necesidades son promovidas en determinadas instancias.[21]
- Epistemología del punto de vista: La opinión de que un miembro de un grupo racial tiene una experiencia y capacidad para hablar sobre el racismo de una manera que los miembros de otros grupos raciales no tienen, y que esto puede cuestionar la neutralidad racial de la ley y otras instituciones.[15]
- Esencialismo versus anti-esencialismo: respecto al esencialismo, Delgado y Stefancic escriben, «los académicos que escriben sobre estos temas están preocupados por la unidad apropiada de análisis: ¿Es la comunidad negra una, o muchas, comunidades? ¿Tienen los afroamericanos de clase media y de clase trabajadora Intereses y necesidades diferentes? ¿Todos los pueblos oprimidos tienen algo en común?» La teoría crítica de la raza estudia cómo grupos oprimidos pueden compartir intereses, pero también poseer diferentes valores y necesidades que deben ser concebidos de manera diferenciada.[22]

## Aplicaciones
Los estudiosos de la teoría crítica de la raza se han centrado, con cierta particularidad, en los problemas de delitos y discurso de odio. Por ejemplo, en respuesta a la opinión de la Corte Suprema de los Estados Unidos en el caso de discurso de odio de R.A.V. v. City of St. Paul (1992), donde la Corte derogó una ordenanza anti-prejuicio aplicada a un adolescente que había quemado una cruz, los académicos Mari Matsuda y Charles Lawrence afirmaron que la Corte no había prestado suficiente atención a la historia de discurso racista y el daño real producido por el discurso. Planteamientos similares ocurrieron durante el desmantelamiento de monumentos y memoriales de los Estados Confederados de América a finales de la década de los 2010 y la discusión en torno a las reparaciones por la esclavitud en América.
Aunque algunos teóricos de la raza como Richard Delgado y Jean Stefancic se oponen a la acción afirmativa, otros como Kennedy Duncan, han argumentado a su favor. Proponen que los llamados estándares de mérito en la contratación y las admisiones educativas son sesgados en cuanto a la raza y en la práctica son parte de la retórica que justifica la participación desproporcionada de grupos raciales en el poder en puestos de trabajo y beneficios sociales. En 2021, un estudio publicado en Proceedings of the National Academy of Sciences afirmó que la enseñanza de estudios étnicos y de raza en los planes de estudio escolares en los Estados Unidos ha incrementado los logros educativos y el compromiso académico a largo plazo de las minorías raciales.

## Controversias
La teoría crítica de la raza ha suscitado controversias en los Estados Unidos desde la década de 1980 por promover la animosidad racial, promover el uso de narrativas en los estudios legales, defender el instrumentalismo legal en contraposición a los usos de la ley basados en ideales, analizar la Constitución de los Estados Unidos como perpetuadora del poder racial, e instando a los estudiosos legales a convertirse en activistas sociales. Un ejemplo criticado de enfoque instrumentalista fue la defensa del abogado Johnnie Cochran en el caso O. J. Simpson, donde Cochran instó al jurado absolver a Simpson a pesar de las pruebas en su contra como una compensación por el pasado racista de Estados Unidos. En el período previo y posterior a las elecciones presidenciales de 2020, Donald Trump, políticos y comentaristas conservadores estadounidenses adoptaron la oposición a la teoría crítica de la raza como tema de campaña. Legislaturas estatales y el Congreso de los Estados Unidos han presentado proyectos de ley que limitarían o prohibirían que las escuelas públicas, así como organizaciones que hayan celebrado contratos o subcontratos con el Estado, impartan esta teoría.